# Nicolas Maupas
Nicolas Maupas (Milán, 29 de octubre de 1998) es un actor italo-francés. Es conocido por interpretar a Filippo Ferrari en la serie de televisión italiana Mare Fuori (2020-2023) y a Simone Balestra en Un professore (2021-presente).

## Biografía
Su madre, de origen siciliano, es periodista, y su padre, de origen francés, diseñador gráfico publicitario. Nicolas Maupas creció en Magenta, una pequeña ciudad de la provincia de Milán, y se acercó a la interpretación desde muy pequeño, también gracias a la pasión de su madre por el cine de arte y ensayo. Tras graduarse en el instituto lingüístico de Magenta, pasó a estudiar interpretación y doblaje en la Academia 09 de Milán, donde destacó por su talento. Para intentar abrirse camino en la industria cinematográfica, se trasladó a Roma, trabajó como camarero durante un periodo de su vida y afirma que esta experiencia fue muy formativa.

Trabajé ocasionalmente en un restaurante y los dueños fueron dos mentores para mí. El restaurante se convirtió en un taller de teatro e incluso el mero trato con los clientes me resultó muy útil.

Entre 2020 y 2023, es uno de los protagonistas de la serie Mare fuori, en la que interpreta a Filippo Ferrari. En 2022, recibe el premio «Next Generation Award» en el Festival de Venecia como mejor actor revelación gracias a Mare fuori. En 2021, protagoniza las series Nudes y Un professore. En esta última, interpreta a Simone, el hijo de Dante Balestra, interpretado por Alessandro Gassmann. En 2022, interpreta a Hans en la película Sotto il sole di Amalfi. Ese mismo año, protagoniza las series Sopravvissuti y Odio il Natale, en la que también participa en la segunda temporada a finales de 2023. En otoño de 2023, se le ve interpretando a Jean Liberati, uno de los superhéroes de la serie Noi siamo leggenda, emitida en Rai 2, con el poder de la invulnerabilidad, y simultáneamente en Rai 1 para la segunda temporada de Un professore.
En 2024, trabajó en la miniserie Marconi, de nuevo producida por la Rai, interpretando al joven Guglielmo Marconi. También forma parte del espectáculo teatral Planetaria - Discorsi con la Terra, creado por Stefano Accorsi y Filippo Gentili.Junto a Lino Guanciale, Michele Riondino y Gabriella Pession forma parte de la serie italo-francesa The Count of Monte Cristo,que se presentará en el Festival de Cine de Roma de 2024.

## Carrera

### Cine
- Sotto il sole di Amalfi, dirigida por Martina Pastori (2022)
- La bella estate, dirigida por Laura Luchetti (2023)

### Televisión
- Mare fuori – series de TV (2020-2023)
- Nudes – series de TV (2021)
- Un professore – series de TV (2021-en curso)
- Sopravvissuti – series de TV (2022)
- Odio il Natale – series de TV (2022-2023)
- Noi siamo leggenda – series de TV (2023)
- Marconi - L'uomo che ha connesso il mondo – miniserie de televisión (2024)
- The Count of Monte Cristo – miniserie de televisión (próxima)

### Webserie
- Mare fuori #confessioni (2022)

### Teatro
- Planetaria – Discorsi con la Terra (2024)

## Premios
- 2022
  - Premio Uzeta a la mejor interpretación en la serie Nudes[20]
  - Premios Magna Grecia en la 25ª edición de los Premios Magna Grecia y Fes[20]
  - Premio de Talento Explosivo en el Festival de Cine de Giffoni[21]
  - Premio Next Generation en el 79º Festival Internacional de Cine de Venecia como Mejor Actor Revelación del Año[22][23][24]
- Nastro d'argento
  - 2024 - Premio Guglielmo Biraghi[25]
- Ciak de oro
  - 2023 - Nominación al mejor actor para público menor de 30 años por Mare fuori[26]
  - 2024 - Mejor interpretación para el público menor de 30 años por Noi siamo leggenda y la segunda temporada de Un professore[27]
- Forbes Italia
  - 2024 - [28][29]